# دانیله مورانته
دانیله مورانته (انگلیسی: Daniele Morante؛ زادهٔ ۴ دسامبر ۱۹۷۹) بازیکن فوتبال اهل ایتالیا است.
از باشگاه‌هایی که در آن بازی کرده‌است می‌توان به باشگاه فوتبال هلاس ورونا، باشگاه فوتبال ویرتوس لانچانو، باشگاه فوتبال ارورا پرو پاتریا ۱۹۱۹، و باشگاه ورزشی لاتزیو اشاره کرد.